# 贝居安会院

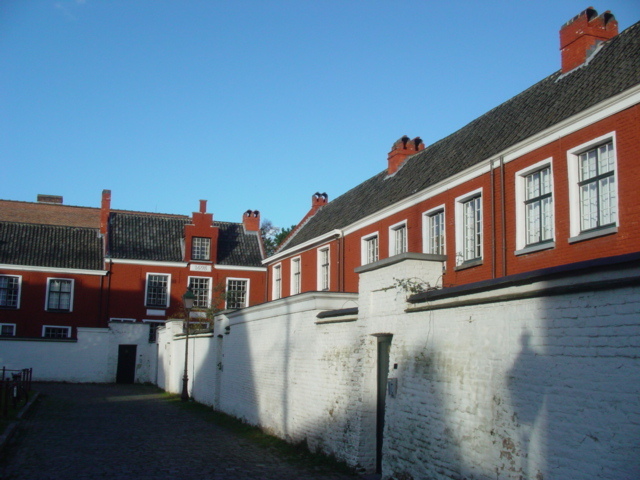
霍延的圣母贝居安会院，根特的三座贝居安会院之一

贝居安会院（荷蘭語：Begijnhof）是贝居安会使用的小建筑物的汇集，贝居安会是罗马天主教会的若干平信徒妇女团体，于13世纪在低地国家创立，其成员是寻求侍奉上帝而又不自世界离群索居的会士妇女。

## 欧陆的贝居安会院
贝居安会院包括一个被小寓所围绕的庭院。它经常为一堵围墙环绕，一两个大门将其与城镇完全隔开。贫穷和上了年纪的贝居安会士（beguines）被施主安置在这里。
贝居安会院建在大概相当于如今法国北部和东北部、比利时、荷兰、德国西部和西北部的地区。
贝居安是一个妇女宗教运动，根据比利时历史学家亨利·皮雷纳的研究，她们的成功可归于暴力、战争、军事或半军事行动，夺走许多男人生命所引起的妇女过剩。大量妇女别无选择，只好联合并集体获得富裕施主的帮助。
同样地，12世纪时，修女会院（nuns' convents）也获得了重大的初步成功。但是，熙笃会及其他隐修院内更为严格的规制使得许多妇女寻求不那么严苛的环境。此外，这些隐修院最初的成功不得不使对极大数量的入会申请的拒绝成为需要。作为额外的障碍，在若干情况下，一定程度的富裕成为加入正规修女院的必要条件。
不设该要求的城市修会，如多明我会，正因此原因而更加成功。

## 比利时

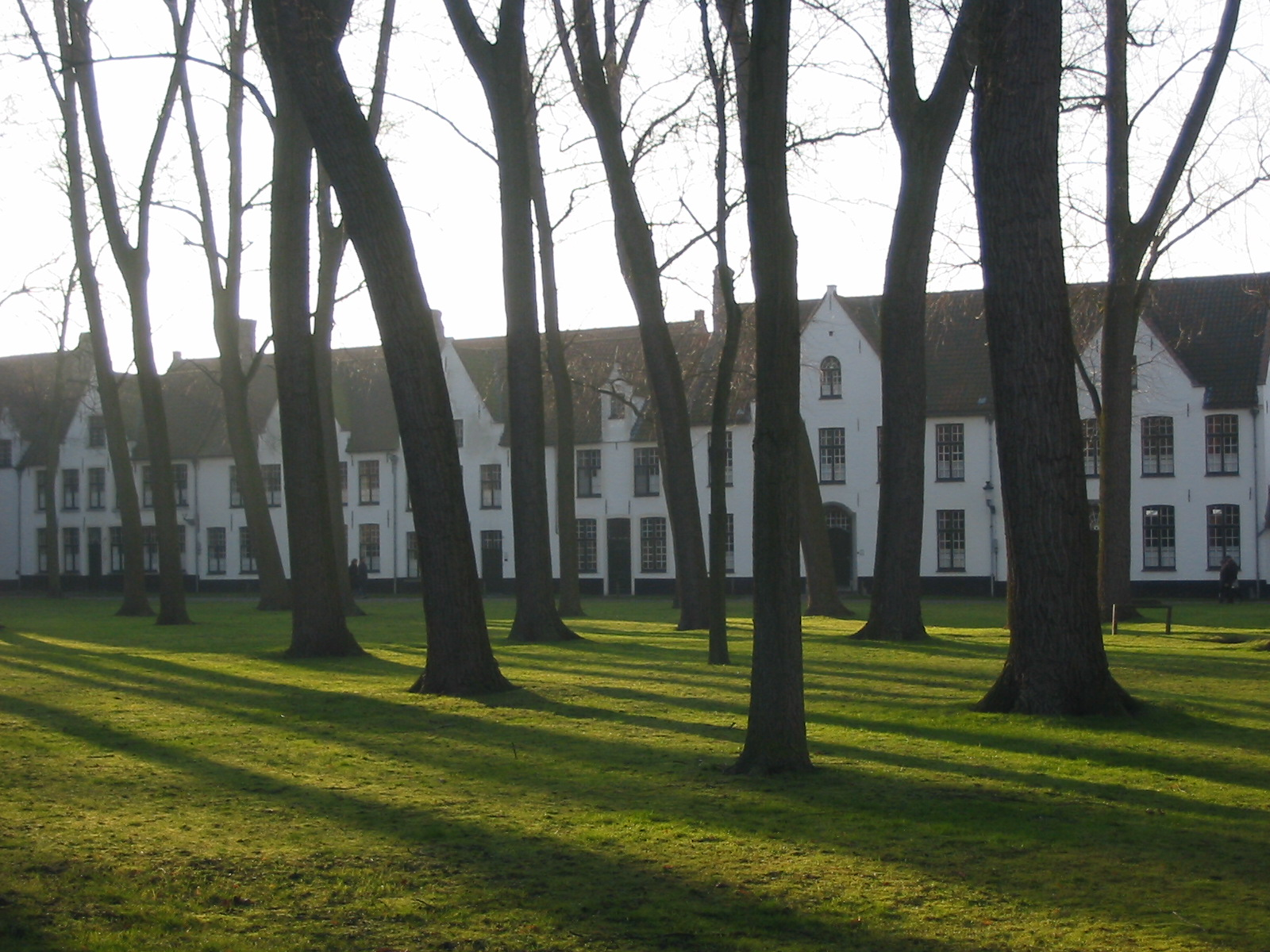
布鲁日的葡萄园皇家贝居安会院

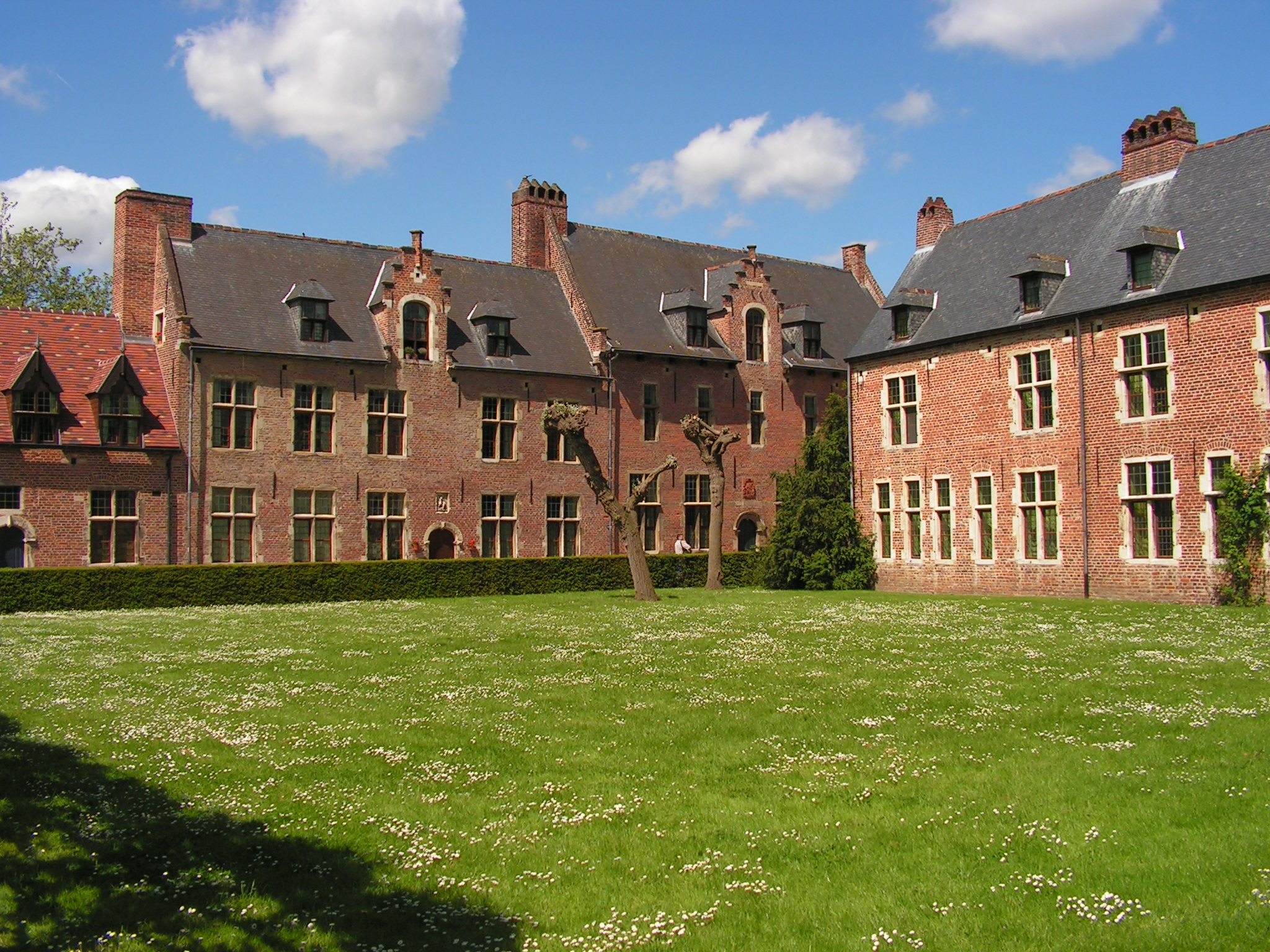
鲁汶的大贝居安会院

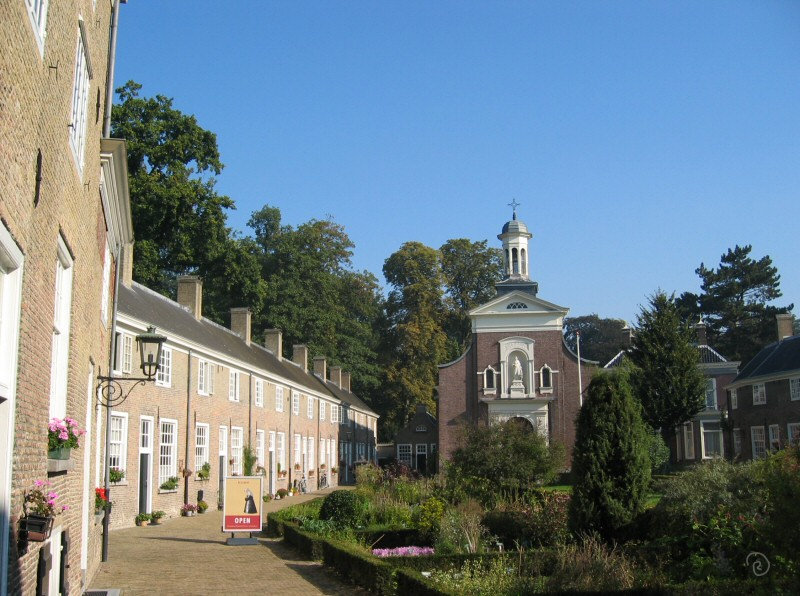
荷兰布雷达的贝居安会院

## 荷兰
- 荷兰阿姆斯特丹
  - 贝居安会院
- 荷兰布雷达
  - 贝居安会院
- 荷兰哈勒姆
  - 贝居安会院

## 世界上其他地区著名的贝居安会院
- 法国康布雷
  - 
- 英格兰诺里奇
  - 艾尔姆山住宅（英語：Elm Hill Houses）